# Beit Tabor

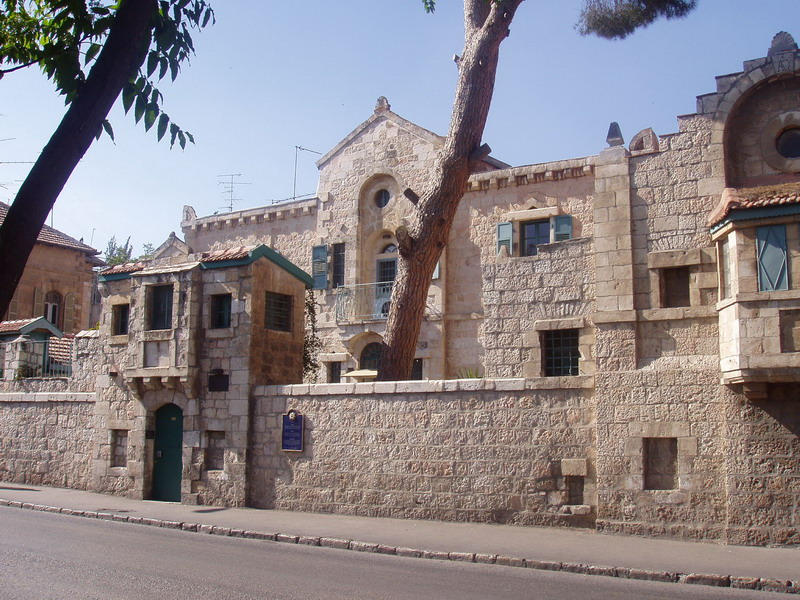
Beit Tabor

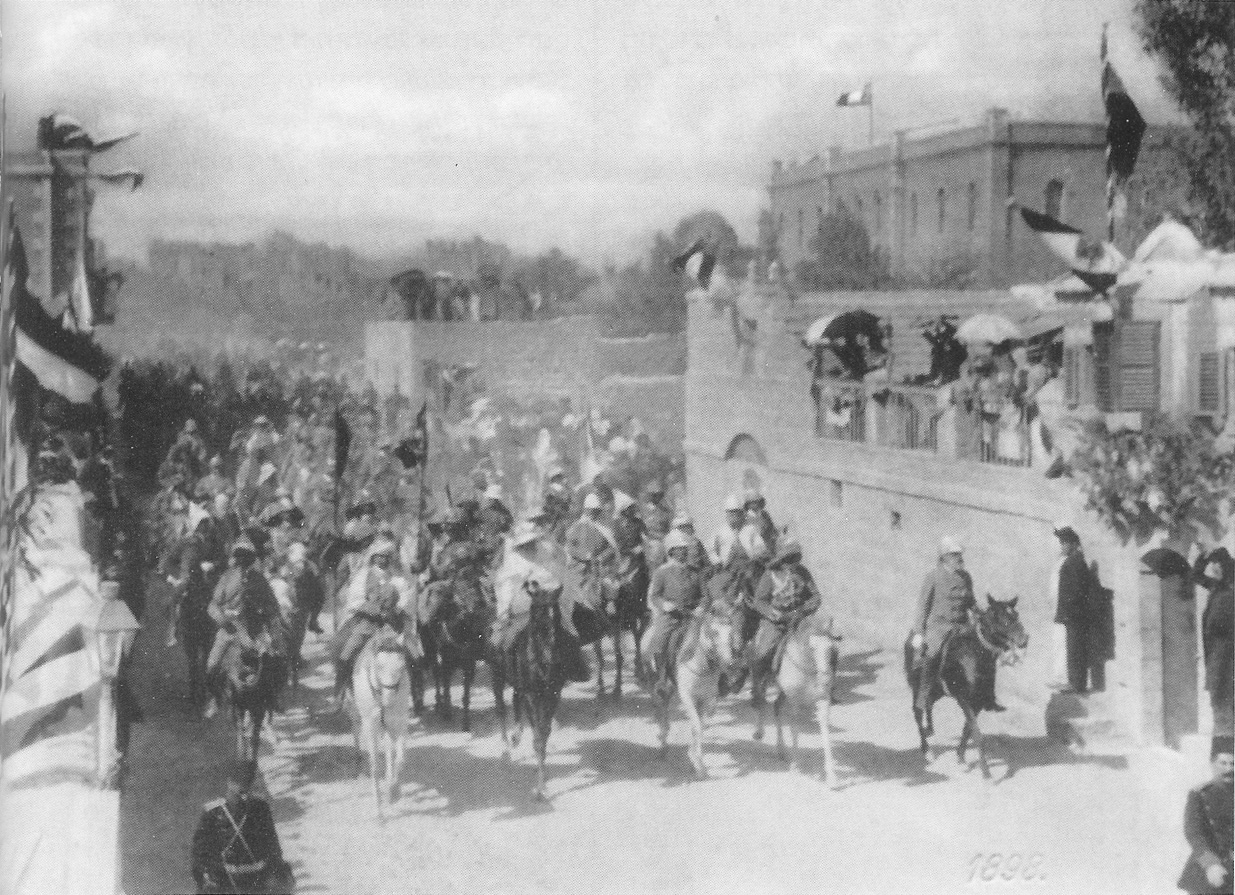
Profeternas gata 1898

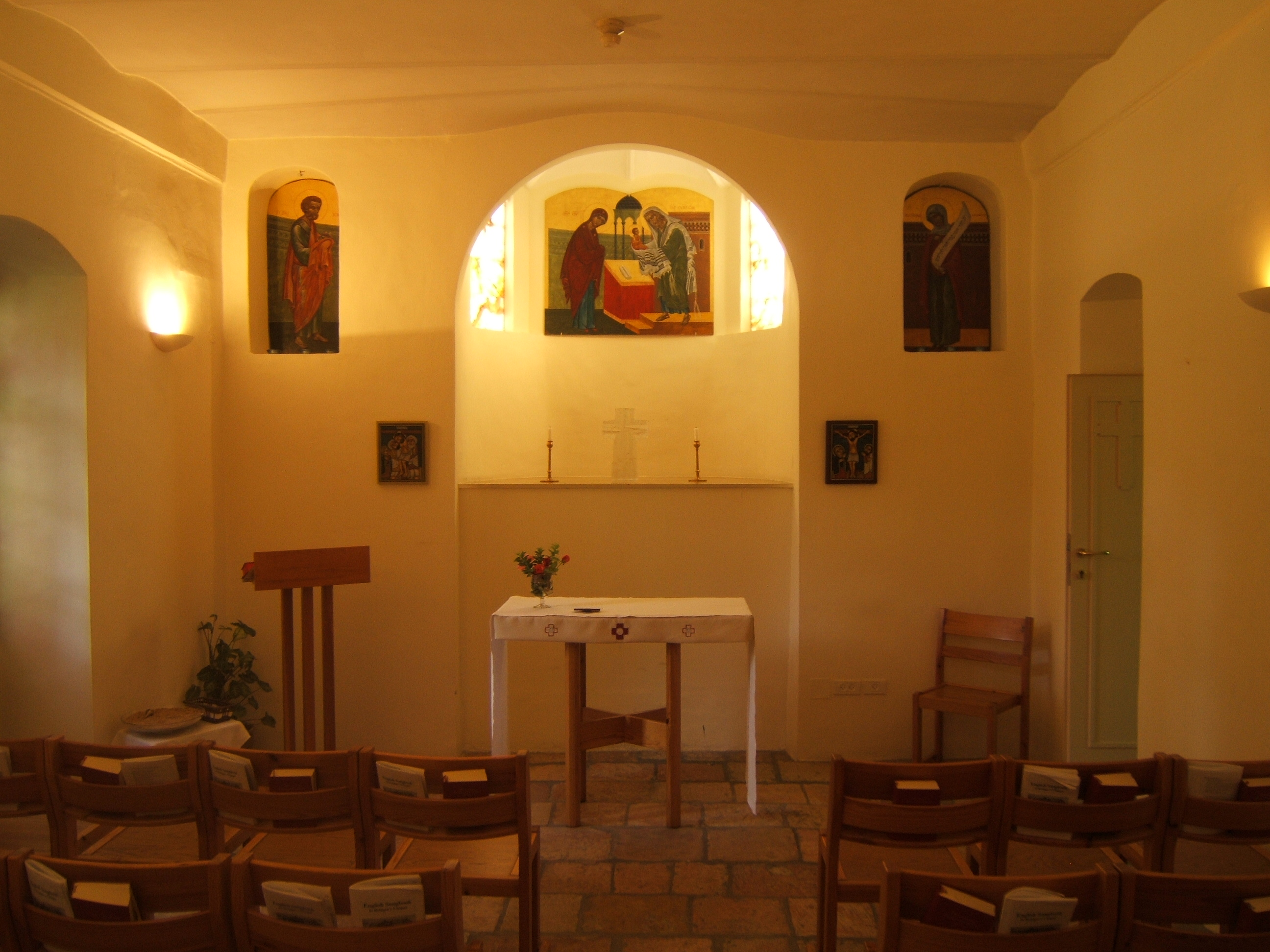
Beit Tabor, interiör

Beit Tabor, Tabors hus, är en kulturminnesmärkt byggnad i Jerusalem.
Beit Tabor uppfördes som bostad 1882 i sen ottomansk stil för och av den tyske missionären och arkitekten Conrad Schick (1822–1901) på Profeternas gata 58, utanför den muromgärdade innerstaden. Namnet syftar på versen Psaltaren 89:12: "Du har skapat norr och söder, Tabor och Hermon jublar över dig". Fasaden är utsmyckad med reliefer med palmblad och de grekiska bokstäverna alfa och omega, vilka symboliserar början respektive slutet.
Fastigheten användes av den turkiska administrationen fram till 1917 och därefter som skola som drevs av en den engelska metodistkyrkan närstående organisation till 1948. Beit Tabor köptes därefter av Svenska Israelsmissionen för att från 1951 inhysa Svenska teologiska institutet